# Слівно (Підляське воєводство)
Слівно (пол. Śliwno) — село в Польщі, у гміні Хорощ Білостоцького повіту Підляського воєводства.
Населення — 143 особи (2011).
У 1975—1998 роках село належало до Білостоцького воєводства.

## Демографія
Демографічна структура станом на 31 березня 2011 року:
|          | Загалом | Допрацездатний вік | Працездатний вік | Постпрацездатний вік |
| -------- | ------- | ------------------ | ---------------- | -------------------- |
| Чоловіки | 74      | 20                 | 45               | 9                    |
| Жінки    | 69      | 15                 | 44               | 10                   |
| Разом    | 143     | 35                 | 89               | 19                   |